# Зальм, Иоганн Филипп I фон
Рейнграф Иоганн Филипп I фон Зальм-Даун-Нёвиль (нем. Johann Philipp I von Salm-Dhaun-Neufville; 21 марта 1520 — 10 сентября 1566, Пикардия) — французский военный, участник Итальянских войн.
Младший сын Филиппа фон Зальма, вильд- и рейнграфа цу Дауна (1492—1521), и Антуанетты де Нёшатель (1495—1544).
Родился в День пальм. В 1543 году поступил на службу королю Франции, первоначально в качестве капитана двух пехотных рот, а с 1544 года — полковника немецкого полка. В том же году участвовал в осаде Булони войсками дофина. Перед началом штурма цитадели предлагал французскому командованию использовать для атаки своих ландскнехтов. По мнению Блеза де Монлюка, отказ дофина от этого предложения был одной из причин провала операции.
Был пожалован королем в Руане в рыцари ордена Святого Михаила. В 1557 году попал в плен в битве при Сен-Кантене.
По совету короля женился на Жанне де Женуйяк (1512—1567), даме д'Асье, дочери великого магистра артиллерии Гальо де Женуйяка и Франсуазы де Лакёй, вдове Шарля де Крюссоля, виконта д'Юзеса, королевского наместника в Лангедоке. После смерти брата она унаследовала семейные владения. 11 ноября 1556 она вместе с мужем добилась позволения разрабатывать шахты, эксплуатация которых была начата ее отцом. Соответствующая грамота была зарегистрирована на монетном дворе 19 января 1557. Брак был бездетным.
Иоганн Филипп умер в Пикардии в аббатстве Некан, и был погребен на горе Сен-Жан.